# 沙包堡街道
沙包堡街道，是中华人民共和国贵州省黔南布依族苗族自治州都匀市下辖的一个街道办事处。
2014年4月14日，贵州省人民政府批复同意都匀市部分乡镇行政区划调整；2014年5月13日，黔南州人民政府批复同意设置沙包堡街道办事处。新的沙包堡街道辖原杨柳街镇的文德村、德化村、杨柳街社区，原沙包堡街道的龙昌社区、七星社区、观澜轩社区、谢官冲社区、虹桥社区、黄丰村、茶园村、龙江村、迎恩村、黄莺村、剑水村、剑江村。

## 行政区划
沙包堡街道下辖以下地区：
七星社区、谢官冲社区、虹桥社区、龙昌社区、观澜轩社区、黄丰村、茶园村、龙江村、迎恩村、黄英村、剑水村、剑江村、杨柳街社区、德化村和文德村。